# ЛАРОМ
ЛАРОМ је румунски вишецевни бацач ракета домаће производње, који је монтиран на ДАК-25.360 камион са 6х6 погоном и налази се у служби Румунске копнене војске од 2002 године, а израђен је у сарадњи са Израелом. Тренутно се на бојевом дежурству налази 24 система и сви су распоређени у 8-смој Мешовитој Артиљеријској Бригади копнене војске Румуније. Ларом је надограђени АПР-40, који је настао као побољшана верзија БМ-21 Град вишецевног бацача ракета који је ушао у употребу Црвене армије 1963, који је био такође фиксиран на 6х6 шасију, са 40 лансирних цеви и ракетама калибра 122mm које су биле распоређене у облику правоугаоника. Планирано је да се свих 160 бацача АПР-40 надогради у Ларом стандард.

## Наоружање
Стандарсни лансер поседује под контејнер који може садржати 13 ракета ЛАР Mk IV, или 20 Град ракета, а лансер може поседовати до два таква контејнера.
Ларом може да испаљује стандардне 122 mm-ске ракете, као и унапређене ракета у калибру од 160 mm, при чему се домет креће од 20 до 45 km. Град ракете се користе за сузбијање и уништавање задатих мета. Оне поседују високо-експлозивну бојеву главу масе 18kg, са дометом од приближно 20 km које се могу испаљивати у плотуну брзином од 2 ракете у секунди.
Ракета ЛАР Mk IV је примарно наоружање овог лансера, пречник јој је 160mm, користи композитно чврсто погонско гориво. Ракета се усмерава и стабилизује ротацијом током лета, помоћу тзв. пераја која су смештена на излазном делу ракете из лансирне цеви. Ракете Mk IV су способне да носе различите типове бојеве главе као што су високо-експлозивне од кофрама или касетне бојеве главе. Касетна бојева глава функционише помоћу даљинских електронских тајмера, који активира осигурач за ослобађање експлозивног терета из касета на одређеној висини, да би се покрио терен површине 31,400 m² по једној касетној глави. Ракета ЛАР Mk IV има минимални домет 10 km а максимални се креће до 45 km. Може се испаљивати у плотунима брзином од 1,8 ракета по секунди.

## Слике
- ЛАРОМ(ВБР)на ДАК-665 шасији
- ЛАРОМ (ВБР) на ДАК 26410 шасији
- ЛАРОМ (ВБР) на ДАК 26410 шасији
- ЛАРОМ (ВБР) на ДАК 26410 шасији
- ЛАРОМ (ВБР) на ДАК 26410 шасији